# Shemurat HaIrusim
Shemurat HaIrusim (hebreiska: שמורת האירוסים) är ett naturreservat i Israel.   Det ligger i distriktet Centrala distriktet, i den norra delen av landet.